# Oggetti non stellari nella costellazione della Corona Boreale
Principali oggetti non stellari visibili nella costellazione della Corona Boreale.

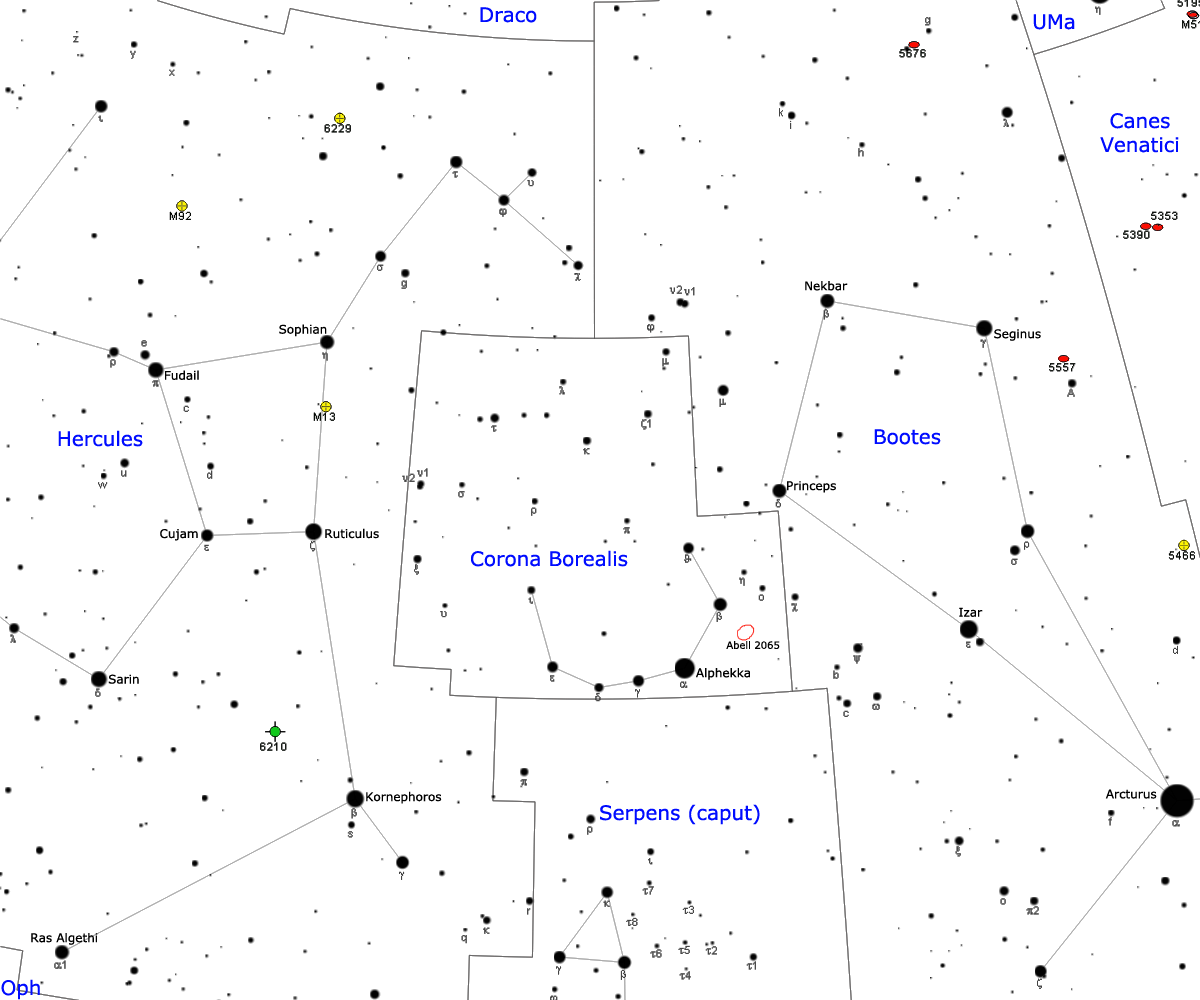
Mappa della costellazione della Corona Boreale.

## Galassie
- 2XMM J153244.0+324248
- Abell 2142
- NGC 6085
- NGC 6086

## Ammassi di galassie
- Abell 2061
- Abell 2065
- Abell 2067
- Abell 2162
- RX J1532.9+3021
- SDSS J1531+3414
- Superammasso della Corona Boreale